# María Pita
María Mayor Fernández de Cámara y Pita (Sigrás, Cambre, 1565-1643), conocida como María Pita, fue una heroína española de la defensa de La Coruña en 1589 contra la Invencible Inglesa.

## Historia

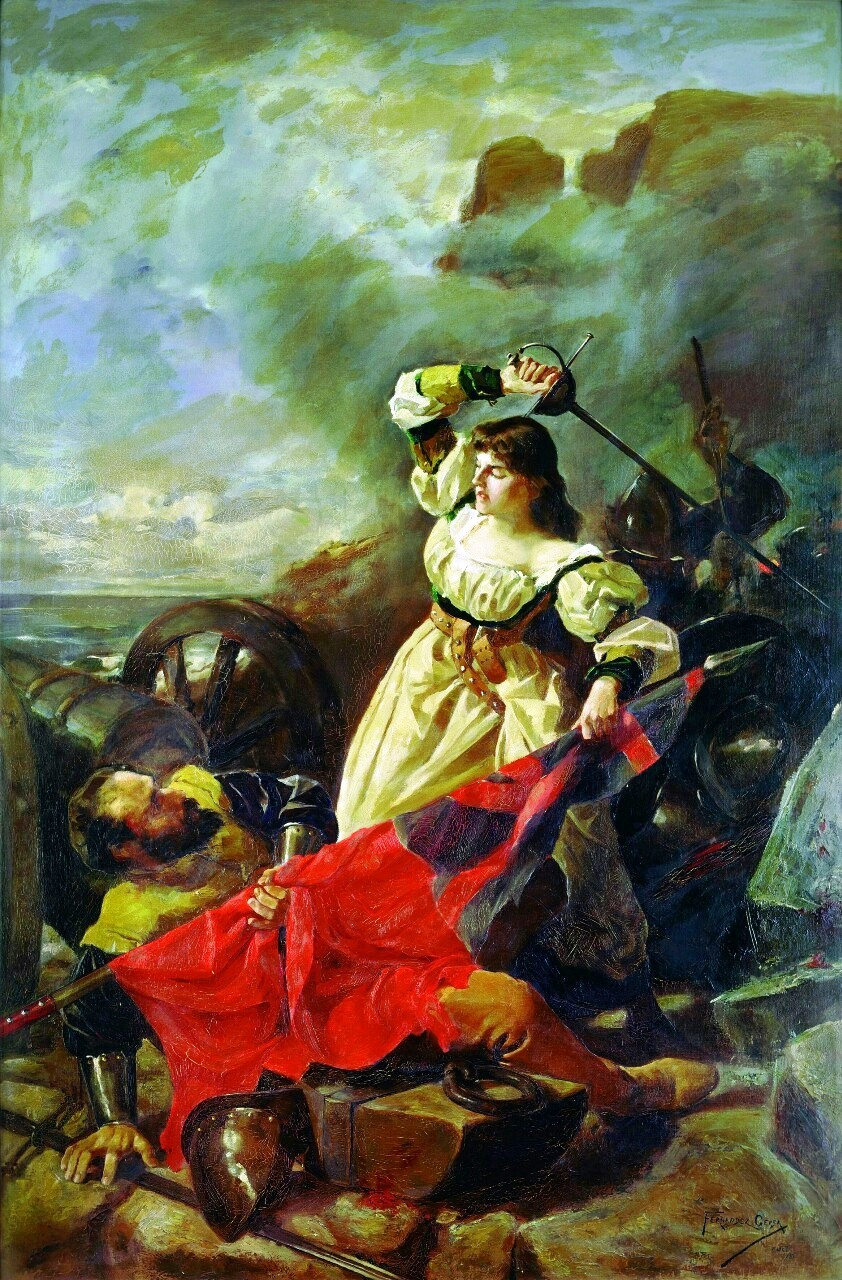
María Pita cargando contra los ingleses. Arturo Fernández Cersa.

Se conoce parte de su biografía a través de documentos conservados en el Archivo General de Simancas, el Archivo Notarial de La Coruña y el Archivo del Reino de Galicia, en particular los memoriales que María Pita elevó al Consejo de Guerra en solicitud de una recompensa por sus servicios, a pesar de que  diversas versiones han adornado los hechos de este legendario personaje.
El 3 de mayo de 1589 las tropas inglesas llegaron a La Coruña dirigidas por el vicealmirante y antiguo corsario sir Francis Drake. El ataque formaba parte de la estrategia que mantenía la reina de Inglaterra Isabel I para despojar del trono de Portugal a quien había sido su cuñado y posterior rechazado pretendiente: el rey Felipe II (Rey de España desde 1556 y de Portugal desde 1580).
Los ingleses, habiendo cercado la ciudad de La Coruña, abrieron una brecha en la muralla y comenzaron el asalto de la ciudad vieja. Durante el mismo mataron a Gregorio de Rocamunde, marido de María Pita, ella, llena de rabia, arrebató la lanza de la bandera inglesa y, con la misma, mató al alférez que dirigía el asalto, el hermano del almirante Francis Drake. Esto desmoralizó a la tropa inglesa, compuesta por doce mil efectivos y provocó su retirada. La tradición dice que este hecho se llevó a cabo al grito (en gallego) de "Quen teña honra, que me siga" (que en castellano significa: "quien tenga honor, que me siga"). 
Una vez acabada la batalla, María Pita ayudó a recoger los cadáveres y a cuidar de los heridos. Junto con ella, otras mujeres de La Coruña ayudaron a defender la ciudad; está documentado el caso de Inés de Ben, que fue herida en la batalla.
María Pita estuvo casada cuatro veces y tuvo cuatro hijos. Al enviudar por última vez, el rey Felipe II le concedió una pensión que equivalía al sueldo de un alférez más cinco escudos mensuales y le concedió un permiso de exportación de mulas de  España a Portugal.

## Casa Museo de María Pita
La Casa Museo de María Pita de La Coruña recuerda la vida de esta heroína. En el solar que ocupa se levantó en el siglo XVI una vivienda propiedad del primer marido de María Pita, Juan Alonso de Rois, esta vivienda se encuentra en la calle Herrerías n.º 24 según la numeración antigua, y actualmente en el n.º 28 ya que en el siglo XIX se volvió a numerar dicha calle.
Se estructura en cuatro salas:
- Planta Alta: En la que se expone información básica sobre la ciudad en los siglos XVI y XVII.
- Casa de María Pita "a vella": Recreación de la tienda y dormitorio principal de la casa de sus padres.
- Sala nivel 2: Información sobre el papel jugado por La Coruña en las relaciones internacionales de la época.
- Sala nivel 3: En el que se analizan las relaciones entre España e Inglaterra y los hechos que llevaron al ataque de la ciudad de La Coruña en el año 1589. En una segunda parte se expone una panorámica de la trayectoria de la vida de María Pita.

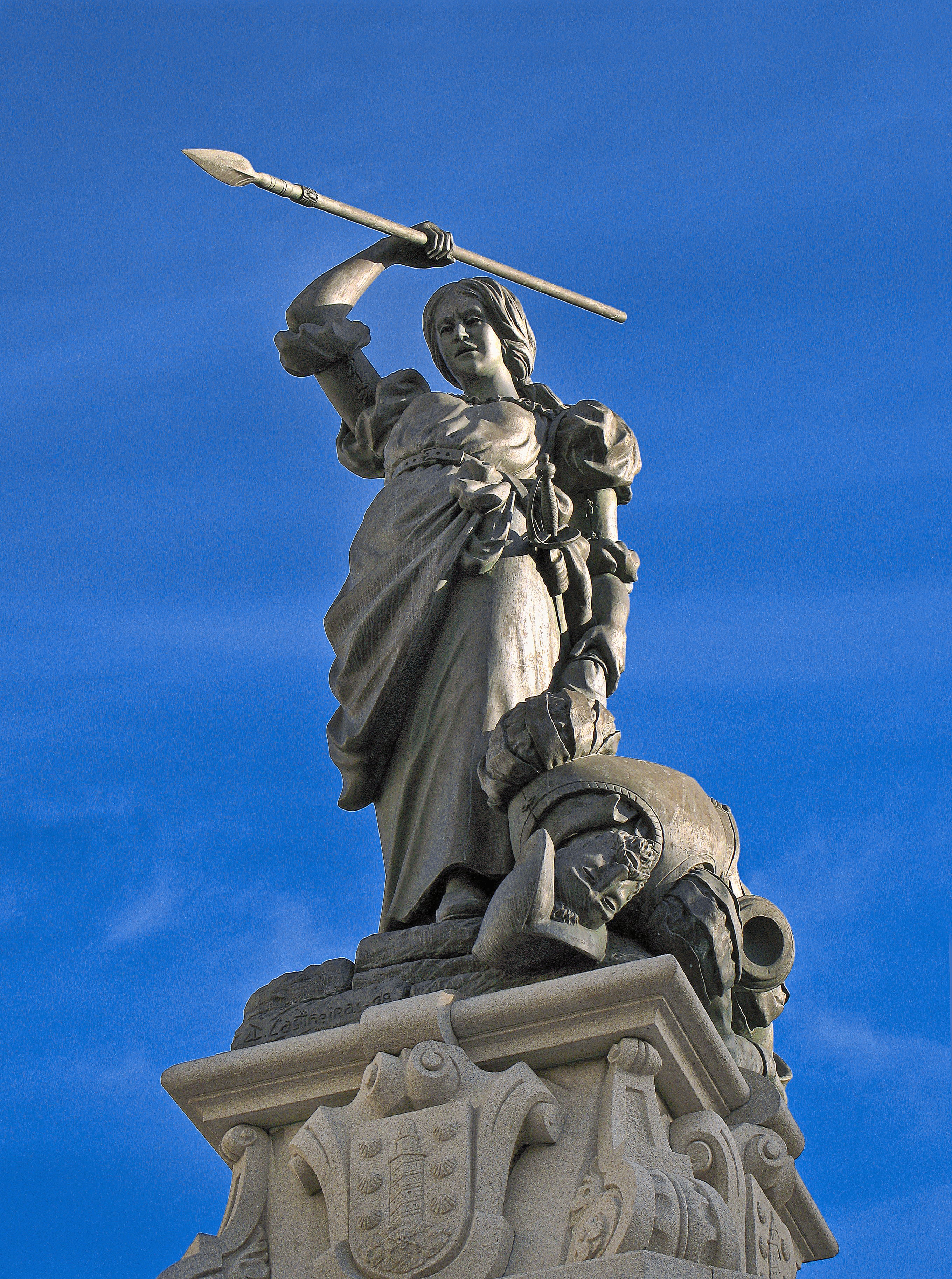
Monumento a María Pita, La Coruña.

## La estatua
En la Plaza de María Pita, en la ciudad de La Coruña y donde se encuentra situado el Ayuntamiento de la ciudad, se levantó un monumento en honor de María Pita. La obra, acabada en bronce, fue concebida por Xosé Castiñeiras, y en ella se representa a la heroína con la lanza con la que mató al alférez inglés mientras coge con la otra mano el cuerpo sin vida de su marido, Gregorio de Racamonde. La altura total de la obra es de 9,31 m, compuesta por una plataforma de escalones de 45 cm, un pedestal de 5,56 m y una escultura de 3,30 m. Su peso es de 30 Tn.

## Otros
- Se le puso su nombre al navío que realizó la Real Expedición Filantrópica de la Vacuna para la vacunación de los territorios de ultramar en 1803.[6]
- En agosto de 2008, Salvamento Marítimo bautizó a uno de sus buques de salvamento como el "María Pita (BS-14)", con base actual en Galicia.[7]
- Iberia tiene un Airbus A340 para rutas intercontinentales bautizado con su nombre.
- La empresa de transporte interurbano Castromil (Monbus) tiene un autobús bautizado "María Pita".
- Existe en La Coruña un hotel de la cadena Meliá cuyo nombre es "María Pita"